# Joseph Gillis
Joseph E. Gillis (Sunderland, Reino Unido, 3 de agosto de 1911 – Rehovot, Israel, 18 de novembro de 1993) foi um matemático israelense, um dos fundadores da Faculdade de Matemática do Instituto Weizmann de Ciência e onde foi professor de matemática aplicada. Fez notáveis contribuições nas áreas de fractais, dinâmica dos fluidos, passeio aleatório, sendo um pioneiro na teoria combinatorial de funções especiais da física matemática.

## Biografia
Gillis estudou no Trinity College, Universidade de Cambridge, onde obteve um doutorado em 1935, orientado por Abram Besicovitch.Joseph Gillis (em inglês) no Mathematics Genealogy Project</ref> Durante a Segunda Guerra Mundial trabalhou no Bletchley Park como criptografista. Trabalhou na Queen's University de Belfast entre 1937 e 1947.
Em 1948 imigrou para Israel e juntou-se ao Ziv Institute (que tornaria-se mais tarde o Instituto Weizmann de Ciência) e foi um dos fundadores do Departamento de Matemática Aplicada. Durante o ano acadêmico de 1954-1955 visitou o Instituto de Estudos Avançados de Princeton, como parte do Electronic Computer Project dirigido por John von Neumann.
Foi palestrante convidado do Congresso Internacional de Matemáticos em Oslo (1936).